# Lijst van oorlogsmonumenten in Dijk en Waard
De Noord-Hollandse gemeente Dijk en Waard heeft zeven oorlogsmonumenten en een gedenksteen. Hieronder een overzicht.
| Nr.  | Object                                   | Herdachte groep                                                    | Ontwerper                    | Onthulling       | Type            | Locatie                                                   | Plaats           | Coördinaten                   | Foto                                     |
| ---- | ---------------------------------------- | ------------------------------------------------------------------ | ---------------------------- | ---------------- | --------------- | --------------------------------------------------------- | ---------------- | ----------------------------- | ---------------------------------------- |
|      | Graf van Onbekende Soldaat               | Onbekende Soldaat van 1B-3C-5                                      |                              |                  | Grafzerk        | bij Dorpsstraat 878, 1724 NV                              | Oudkarspel       | 52° 42' 55" NB, 4° 48' 15" OL | Graf van Onbekende Soldaat               |
| 452  | Oorlogsmonument stier                    | verzet Nederland, militairen in dienst van het Ned. Kon. 1940-1945 | J.M. Roosenburg              | 23 mei 1957      | beeld/sculptuur | Charlotte van Bourbonstraat/Willem de Zwijgerstraat, 1723 | Noord-Scharwoude | 52° 42' 12" NB, 4° 48' 54" OL | Oorlogsmonument stier                    |
| 1028 | O Heer Redt Ons                          | burgerslachtoffers                                                 | Henk Etienne                 |                  | beeld/sculptuur | Korte Dreef, 1701 GR                                      | Heerhugowaard    | 52° 40' 3" NB, 4° 50' 45" OL  | O Heer Redt Ons                          |
| 1105 | Vrouwen uit het verzet                   | verzet Nederland                                                   | Elly Baltus                  | 9 december 1999  | beeld/sculptuur | Clara Wichmanntuin, 1705 JZ                               | Heerhugowaard    | 52° 38' 56" NB, 4° 49' 34" OL | Vrouwen uit het verzet                   |
| 1266 | Verzetsmonument                          | verzet Nederland                                                   | Aad Oosterlee, mevr. Moeijes | 15 april 1946    | zuil            | Bovenweg 314, 1834 CS                                     | Sint Pancras     | 52° 39' 2" NB, 4° 46' 42" OL  | Verzetsmonument                          |
|      | Gedenksteen leden gereformeerde gemeente |                                                                    |                              | 12 december 1945 | plaquette       | Stationsweg 53, 1702 AB                                   | Heerhugowaard    | 52° 39' 60" NB, 4° 49' 47" OL | Gedenksteen leden gereformeerde gemeente |
|      | Stolpersteine                            | vervolgden Nederland                                               | Gunter Demnig                |                  | plaquette       | Zie Stolpersteine in Dijk en Waard                        | Sint Pancras     |                               |                                          |

Aalsmeer ·
Alkmaar ·
Amstelveen ·
Amsterdam ·
Bergen ·
Beverwijk ·
Blaricum ·
Bloemendaal ·
Castricum ·
Den Helder ·
Diemen ·
Dijk en Waard ·
Drechterland ·
Edam-Volendam ·
Enkhuizen ·
Gooise Meren ·
Haarlem ·
Haarlemmermeer ·
Heemskerk ·
Heemstede ·
Heiloo ·
Hilversum ·
Hollands Kroon ·
Hoorn ·
Huizen ·
Koggenland ·
Landsmeer ·
Laren ·
Medemblik ·
Oostzaan ·
Opmeer ·
Ouder-Amstel ·
Purmerend ·
Schagen ·
Stede Broec ·
Texel ·
Uitgeest ·
Uithoorn ·
Velsen ·
Waterland ·
Weesp ·
Wijdemeren ·
Wormerland ·
Zaanstad ·
Zandvoort